# Văn hóa Hàn Quốc
Văn hóa Đại Hàn Dân Quốc, văn hóa Nam Triều Tiên hay gọi đơn giản là văn hóa Hàn Quốc là một nền văn hóa đương đại được hình thành và phát triển từ nền văn hóa truyền thống lâu đời của bán đảo Triều Tiên. Hầu hết các học giả đều đồng ý với kết luận rằng, nền văn hóa Cổ Triều Tiên trong hàng nghìn năm phong kiến vừa sáng tạo ra những nét riêng biệt, vừa chịu sự ảnh hưởng sâu sắc nhưng đồng thời cũng là nơi gặp gỡ, tổng hòa và giao thoa giữa Trung Quốc, Nga và Nhật Bản - ba nền văn minh lớn, tiêu biểu nhất của khu vực Đông Bắc Á thời bấy giờ.

## Lịch sử
Sau khi cuộc chiến tranh Triều Tiên kết thúc vào năm 1953 cùng sự chia cắt của bán đảo Triều Tiên, đất nước và người dân Hàn Quốc đã tách ra theo con đường phát triển văn hóa riêng, lấy văn hóa Triều Tiên truyền thống kết hợp với phương Tây hiện đại, dựa vào những kinh nghiệm của Hoa Kỳ, châu Âu và Nhật Bản để làm kiểu mẫu, khác biệt hoàn toàn so với nền văn hóa ở phía Bắc bán đảo vốn chịu sự ảnh hưởng mạnh mẽ và sâu rộng của hình mẫu Trung Quốc, Liên Xô cùng văn hóa Xã hội chủ nghĩa. Kể từ sau sự kiện Kỳ tích sông Hán đưa Hàn Quốc tiến vào hàng ngũ các nước tiên tiến, quá trình công nghiệp hóa - hiện đại hóa, đô thị hóa và phương Tây hóa trong xã hội đã diễn ra nhanh chóng, đặc biệt là tại các khu vực đô thị như thủ đô Seoul, đem đến sự thay đổi gần như lột xác trong phong cách sống, cách suy nghĩ, sinh hoạt cũng như định hướng giáo dục của người Hàn. Sự chuyển mình về kinh tế cũng như lối sống đã kéo theo sự tập trung dân số tại các đô thị lớn (đồng thời cũng xảy ra sự suy giảm ở vùng nông thôn), cùng với việc các hộ gia đình nhiều thế hệ cùng chung sống đã phân rã thành hình mẫu gia đình hạt nhân như hiện nay. Ngày nay, nhiều yếu tố của văn hóa Hàn Quốc, đặc biệt là văn hóa đại chúng, đã và đang lan tỏa ra khắp toàn cầu cũng như dần trở thành một trong những thế lực văn hóa nổi bật, có sức ảnh hưởng lớn nhất trên thế giới.

## Làn sóng Hàn Quốc
Văn hóa Hàn Quốc (Hangul: Hallyu - 한류) hiện đại vốn đã thân thiện, gần gũi với giới trẻ, cộng thêm với sự trợ giúp đắc lực từ phía chính phủ cũng như một số lượng đặc biệt lớn các fan hâm mộ của các nhóm nhạc K-pop, đã và đang được phổ biến mạnh mẽ trên phạm vi toàn cầu, đặc biệt là ở khu vực châu Á, hay còn được biết đến với tên gọi Làn sóng Hàn Lưu. Văn hóa Hàn Quốc cũng là một bộ phận quan trọng hàng đầu, mang tính biểu tượng và đồng thời không thể thay thế trong việc cấu tạo nên các chuyên ngành học thuật như Hàn Quốc học và Đông Á học.